# Expelled
Pour plus de détails, voir Fiche technique et Distribution.
Expelled est un film américain réalisé par Alex Goyette, sorti en 2014.

## Synopsis
Le film raconte la vie d'un jeune garçon, Felix O'Neil (Cameron Dallas) qui se fait renvoyer de son lycée et tente, avec l'aide de certains de ses camarades, ainsi que de son frère, de le cacher à ses parents ...

## Fiche technique
- Titre : Expelled
- Réalisation : Alex Goyette
- Scénario : Alex Goyette
- Photographie : Jan-Michael Del Mundo
- Montage : Josh Noyes
- Musique :
- Décors : Kristin Gibler
- Costumes : Kristin Pielech
- Producteurs : Shauna Phelan, Brian Robbins
- Société de production : Awesomeness Films
- Pays de production :  États-Unis
- Langue : Anglais
- Format : Couleur
- Genre : Comédie
- Durée : 85 minutes (1 h 25)
- Dates de sortie : 
  - États-Unis : 12 décembre 2014
  - Canada : 12 décembre 2014
  - France : 15 mai 2015

## Distribution
- Cameron Dallas : Felix O'Neil
- Matt Shively : Danny
- Lia Marie Johnson : Katie
- Marcus Johns : Ben
- Andrea Russett : Vanessa
- Emilio Palame : le principal Truman
- Kristina Hayes : Julie
- Teala Dunn : Emily
- Michelle Glavan : Stacy
- Circus-Szalewski : Shamus
- Stevie Mack : Mr. Harris
- Tom McLaren : Phil
- Sajad Jabery : un joueur de basket-ball
- David Carter-T : un joueur de basket-ball
- Amy Roiland : madame Jensen
- Lyndsay Rae :
- Daniel Lee : Tobias Glen
- Tosha Jackson Williams : le professeur de théâtre
- Devyn LaBella : Lauren
- Ellen Karsten : madame Taylor
- Peter Koocheradis : Slow Clapper
- Rene Michelle Aranda : un officier de police
- Robert Tunnell : un officier de police
- David Hill : un officier de police